# Al-Fàrazdaq
Abu-Firàs Hammam ibn Ghàlib (en àrab أبو فراس همام بن غالب, Abū Firās Hammām ibn Ḡālib), més conegut com al-Faràzdaq (en àrab الفرزدق, al-Farazdaq, literalment "tros de pa") (641? - 728 o 730), va ser un poeta àrab que va destacar en el camp de la sàtira poètica.